# The Highest Heights
Chansons représentant la Suisse au Concours Eurovision de la chanson
Era stupendo
(2008) Il pleut de l'or
(2010)
The Highest Heights est la chanson représentant la Suisse au Concours Eurovision de la chanson 2009. Elle est interprétée par le groupe Lovebugs.
La chanson participe à la première demi-finale le 12 mai 2009. Elle est la huitième de la soirée, suivant La teva decisió (Get a Life) interprétée par Susanna Georgi pour Andorre et précédant Düm Tek Tek interprétée par Hadise pour la Turquie.
À la fin des votes, elle obtient 15 points et finit à la quatorzième place sur dix-huit participants. Elle ne fait pas partie des neuf premières chansons sélectionnées pour la finale ni est retenue par les jurys.

## Classements

### Classements hebdomadaires
| Classements (2009)           | Meilleure position |
| ---------------------------- | ------------------ |
| Suède (Sverigetopplistan)    | 57                 |
| Suisse (Schweizer Hitparade) | 25                 |